# Tamara Rojo
Tamara Rojo CBE (Montreal, Canadá, 17 de mayo de 1974) es directora de ballet y coreógrafa española. En la actualidad, dirige el San Francisco Ballet. Entre septiembre de 2012 y diciembre de 2022 fue directora artística y primera bailarina del English National Ballet.  Anteriormente fue bailarina principal en The Royal Ballet. En enero de 2016 Tamara Rojo se doctoró cum laude en la URJC. 
En 2022 fue nombrada directora del Ballet de San Francisco.

## Biografía
Nació en la ciudad canadiense de Montreal donde residían sus padres, ambos de nacionalidad española. Cuando Tamara cumplió cuatro meses se trasladaron a España. Se inició en el Centro de Danza Víctor Ullate (1983-1991), completando su formación con David Howard y Renatto Paroni. Tras formar parte de la Compañía de Ullate (1991-1996), Galina Samsova la invitó a bailar en el Scottish Ballet (1996-1997). Con esta compañía interpretó, entre otras obras, El lago de los cisnes, El Cascanueces, Romeo y Julieta y La sylphide. Doctora con sobresaliente cum laude en el Instituto Superior de Danza Alicia Alonso de la Universidad Rey Juan Carlos con la tesis: Perfil Psicológico de un Bailarín de alto nivel. Rasgos vocacionales del bailarín profesional. Anteriormente obtuvo el máster en Artes Escénicas por la URJC. 
Con 25 años fue bailarina principal en el English National Ballet (Ballet Nacional de Inglaterra) (1997-2000), categoría con la que se incorporó al The Royal Ballet de Londres, invitada por Anthony Dowell en julio de 2000. 
Ha actuado, como artista invitada, entre otras compañías de ballet, con: el Ballet Mariinski, el Ballet del Teatro de La Scala de Milán, el Tokyo Ballet, el ballet del Teatro Mijáilovski de San Petersbugo, el Ballet de la Ópera de Niza, el Arena de Verona, el Ballet Nacional de Cuba y el Ballet de la Ópera de Berlín y ha participado en numerosas galas de ámbito internacional. 
Directora del English National Ballet a partir de septiembre de 2012, se comprometió a mantener los clásicos relevantes y renovados, lo que le encaminó a ofrecer al galardonado coreógrafo Akram Khan el desafío creativo de crear una nueva versión del ballet clásico Giselle. Bajo la dirección de Tamara Rojo, el English National Ballet fue invitado, por primera vez en la historia, a bailar del 21 al 25 de junio de 2016 en la Ópera de París Palais Garnier: Le Corsaire, de Marius Petipa y Konstantín Serguéiev, en la renovada versión de Anna-Marie Holmes.
En 2016 Rojo invitó al coreógrafo Akram Khan a recrear una nueva versión del icónico ballet romántico Giselle resultando un destacado éxito.

### Coreógrafa
En enero de 2022, el English National Ballet presentó una nueva versión de Raymonda coreografiado por Tamara Rojo en el London Coliseum. Rojo ha trasladado la historia a la Guerra de Crimea del siglo XIX, basándose en la figura de Florence Nightingale para crear una Raymonda que redefine el papel de la mujer en tiempos de guerra y en la sociedad. Esta Raymonda no se contenta con quedarse en casa y coser, por lo que viaja desde Inglaterra a través del Mar Negro hasta Sebastopol. Allí, atiende a los soldados heridos y se reencuentra con John de Bryan, un amigo de la familia, que se ha unido a la Brigada Ligera. Cuando se va a la batalla, persuade a Raymonda para que acepte su mano en matrimonio. Su amigo, Abdur Rhaman, un aliado del ejército otomano, promete cuidar de Raymonda hasta que regrese de Bryan.
CENICIENTA
Estrenada: 25 de mayo de 2022 por el Royal Swedish Ballet en Kungliga Operan, Estocolmo.
Más que una actualización, con su versión de Cenicienta, Tamara Rojo eleva la danza clásica al esplendor narrativo a través del virtuosismo.
Sinopsis:
Cenicienta se salva de un naufragio en el puerto de Estocolmo. Inmediatamente la llevan a un orfanato donde es relegada y maltratada. Una cocinera, una limpiadora y una amable ama de llaves se convierten en sus amigas. Cuando el aburrido jurado del gran concurso de baile rechaza a Cenicienta en su primera audición porque su estilo es demasiado audaz y explosivo, recibe ayuda de sus amigas. ¡Cenicienta debe calificarse! Pero, ¿llegará a la competencia a tiempo? ¿Y se reunirá con su familia? Ella los extraña mucho.
Música: Serguéi Prokófiev. Escenografía: Christian Lacroix y Tobias Rylander. Vestuario: Christian Lacroix. Luces y vídeo: Tobias Rylander. Dramaturgia: Lucinda Coxon.

### San Francisco Ballet
En 2022 se convirtió en la primera mujer en dirigir el Ballet de San Francisco, en los noventa años de historia de la compañía.
MERE MORTALS: Tamara Rojo ha obtenido un gran éxito al comienzo de la temporada 2024 del San Francisco Ballet con el ballet “Mere Mortals”. Se trata de una innovadora experiencia sensorial inmersiva donde la música y la danza convergen en un entorno singular de luz y efectos visuales fascinantes. El nuevo trabajo con música de Floating Points y coreografía de Aszure Barton contextualiza la antigua parábola de Pandora para nuestro mundo tecnológico actual.

## Ballets
| Papel                              | Coreógrafo                                      | Compañía                          |
| ---------------------------------- | ----------------------------------------------- | --------------------------------- |
| Giselle                            | Akram Khan                                      | English National Ballet           |
| Les Sylphides                      | Michel Fokine                                   | B.B.Com.Madrid, Royal Ballet      |
| Clara (Cascanueces)                | Wayne Eagling                                   | English National Ballet           |
| Ondine                             | John Cranko                                     | Royal Ballet                      |
| Theme and Variations               | G. Balanchine                                   | B.C.Madrid-Ullate, Royal Ballet   |
| Allegro Brillante                  | G. Balanchine                                   | B.Com.Madrid-Ullate               |
| Grossa Fuga                        | Hans Van Manen                                  | B.Com.Madrid-Ullate               |
| In the Future                      | Glen Tetley                                     | B.Com.Madrid-Ullate               |
| Arraigo                            | Víctor Ullate                                   | B.Com.Madrid-Ullate               |
| Simum                              | Víctor Ullate                                   | B.Com.Madrid-Ullate               |
| El sombrero de tres picos (ballet) | Léonide Massine                                 | Bal.Opera de Nice                 |
| Le Beau Danube                     | Léonide Massine                                 | Bal.Opera de Nice                 |
| Rite of Spring                     | Kenneth MacMillan                               | E.N.B., Royal Ballet              |
| Clara (Nutcracker)                 | Derek Deane                                     | English Nat. Ballet               |
| Paquita                            | Marius Petipa                                   | English Nat. Ballet               |
| Juliet (Romeo and Juliet)          | Derek Deane                                     | English Nat. Ballet               |
| Cinderella                         | Ben Stevenson                                   | English Nat. Ballet               |
| Three Preludes                     | Hans Van Manen                                  | English Nat. Ballet               |
| Nascita di Orfeo                   | Luca Veggetti                                   | E. P. Arena de Verona             |
| Odette/Odile (Lago de los cisnes)  | Deane/Makarova/M.Mason/Nureyev                  | Kirov Ballet                      |
| Blancanieves                       | Ricardo Cue                                     | Music: E. Aragón – Teatro Arriaga |
| Odette/Odile (Swan Lake)           | Petipa - Ivanov                                 | ENB/Scottish Ballet               |
| Consolations & Liebestraum         | Christopher Bruce                               | ROH2                              |
| Tatiana (Onegin)                   | John Cranko                                     | Royal Ballet                      |
| Juliet (Romeo and Juliet)          | Kenneth MacMillan                               | Royal Ballet                      |
| Isadora                            | Kenneth MacMillan                               | Royal Ballet                      |
| Mary Vetsera (Mayerling)           | Kenneth MacMillan                               | Royal Ballet                      |
| Manon                              | Kenneth MacMillan                               | Royal Ballet                      |
| Song of the Earth                  | Kenneth MacMillan                               | Royal Ballet                      |
| Requiem                            | Kenneth MacMillan                               | Royal Ballet                      |
| Winter Dreams                      | Kenneth MacMillan                               | Royal Ballet                      |
| My Brother, My Sisters             | Kenneth MacMillan                               | Royal Ballet                      |
| Symphony in C                      | Balanchine                                      | Royal Ballet                      |
| Jewels                             | Balanchine                                      | Royal Ballet                      |
| Tzigane                            | Balanchine                                      | Royal Ballet                      |
| Dances at a Gathering              | Jerome Robbins                                  | Royal Ballet                      |
| Rushes                             | Wayne McGregor                                  | Royal Ballet                      |
| Chroma                             | Wayne McGregor                                  | Royal Ballet                      |
| Kitri (Don Quixote)                | Vladimir Vasiliev                               | Ballet alla Scala                 |
| Sugar Plum Fairy (Nutcracker)      | Peter Wright                                    | Royal Ballet, E.N.B.              |
| Juliet (Romeo and Juliet)          | Cranko                                          | Scottish Ballet                   |
| La Sylphide                        | Bournonville/Sorella Englund J.Covalli/J.Perrot | Scottish Ballet, Royal Ballet     |
| Giselle                            | Petipa /Deane/A. Dowell                         | Royal Ballet, Ullate, B.N.Cuba    |
| Kitri (Don Quixote)                | D. Deane/Petipa/Ashton/Nureyev                  | Royal, ENB, Tokyo Ballet          |
| Aurora (The Sleeping Beauty)       | Kenneth MacMillan                               | R.B & English National Ballet     |
| Medora (Le Corsaire (ballet))      | A-M Holmes after Petipa and Sergeyev            | English National Ballet           |

## Premios y reconocimientos
- Galardonada con el premio South Bank Sky Arts Outstanding Achievement Award 2022, por sus diez renovadores años como directora artística del English National Ballet.
- Medalla de Oro de la Academia de las Artes Escénicas de España 2021
- 2021: acreditada por sus SS MM los Reyes de España como Embajadora Honoraria de la Marca España, una iniciativa del Foro de Marcas Renombradas Españolas, en la categoría de Arte y Cultura.
- 2020 Premio Pop-Eye en la categoría de danza.[6]

- 2016 Commander of the Order of the British Empire (CBE)
- 2013 II Premio a las Relaciones Hispano-Británicas Archivado el 8 de julio de 2014 en Wayback Machine.
- 2012 «Gold Medal for Fine Arts 2012» en el John F. Kennedy Center for Performing Arts
- 2011 Encomienda de número de Isabel la Católica
- 2010 The Laurence Olivier Award –Brandstrup – Rojo “Goldberg Variations” best new dance production
- 2009 Cultura Viva– Universidad de Nebrija
- 2008 Medalla Internacional de las Artes de la Comunidad de Madrid
- 2008 Premio Benois de la Danse
- 2007 Premio Ciudad de Madrid, reglón Interpretación
- 2006 Premio Pilates Fitness an Wellness: Cultural person of the year
- 2005 Premio Príncipe de Asturias de las Artes (compartido con Maya Plisétskaya)
- 2004 Premio Positano "Leonid Massine"
- 2002 Medalla de Oro al Mérito en las Bellas Artes
- 2002 Critic's Circle Dance Awards de Londres
- 2001 Sherringtons Awards Best Female Dancer of the Year
- Embajadora de la Fundación Hans Christian Andersen de Dinamarca (2001)
- 1997 Bailarina Revelación del Año por el Times londinense
- 1996 Primer premio de la Italian Critics como Mejor Bailarina del año
- 1994 Grand Prix Femme et Medaille Vermeille de la Ville de Paris (à l'unanimité) - Concour International de Danse de Paris
- Medalla de Oro en el Gran Prix de la Ville de París (1994)